# Марія Менунос
Марія Констанінос Менунос (англ. Maria Constaninos Menounos; нар. 18 червня 1979) — американська акторка, телеведуча, журналістка і реслерка грецького походження.

## Біографія
Марія Менунос народилася 8 червня 1978 року в сім'ї греків Костаса та Ліци Менунос у місті Медфорд штату Массачусетс, США. У 17 років почала працювати в компанії «Dunkin 'Donuts», але невдовзі почала кар'єру моделі. У 1995 році виграла титул «Юна Міс Массачусетс». Через рік взяла участь в конкурсі «Юна Міс Америка» і потрапила в десятку. У 2000 році Марія Менунос брала участь в дорослому конкурсі «Міс Америка», стала першою віцеміс, що дало імпульс розвитку її кар'єри на телебаченні. Вона почала працювати ведучою на Channel One News, вела передачу для школярів.
У 2002 році перейшла працювати на канал «Entertainment Tonight» де була оглядачкою моди, музики й кіно, а пізніше стала представницею цього каналу на MTV і VH1. У 2005 році Менунос стала спеціальною кореспонденткою програми Access Hollywood, пізніше працювала на програмі Today Show.
Паралельно знімалася у телесеріалах, таких як «Клініка», «Без сліду», «Пагорб одного дерева» і в кінокартині «Фантастична четвірка» (2005). Крім того, у 2005 році Марія Менунос озвучувала відеогру «From Russia with Love» і стала обличчям рекламної компанії фірми «Pantene».

### Особисте життя
У квітні 1998 року почала зустрічатися з режисером і продюсером Кевіном Андергаро. 9 березня 2016 року Андергаро зробив їй пропозицію у прямому ефірі The Howard Stern Show після майже 18 років стосунків. 31 грудня 2017 року вони одружилися на Таймс-Сквер у новорічному прямому ефірі телеканалу Fox. Церемонію провів комедіант Стів Гарві.

### Хвороба
У лютому 2017 року Менунос почала відчувати симптоми: запаморочення, головні болі. МРТ показало пухлину головного мозку розміром із м'ячик для гольфу, яка тиснула на лицьові нерви. Операцію провели 8 червня, у її 39-й день народження. Під час складної операції, яка тривала близько семи годин, було видалено 99,9 % пухлини, яка виявилася доброякісною.

## Фільмографія

### Фільми
| Рік  | Українська назва     | Оригінальна назва            | Роль      | Примітки        |
| ---- | -------------------- | ---------------------------- | --------- | --------------- |
| 2005 | Фантастична четвірка | Fantastic Four               | медсестра |                 |
| 2006 |                      | Fwiends.com                  | Гледіс    | короткометражка |
| 2007 |                      | Kickin' It Old Skool         | Дженніфер | головна роль    |
| 2007 |                      | In the Land of Merry Misfits | Рісандра  | озвучування     |
| 2008 | Грім у тропіках      | Tropic Thunder               | камео     |                 |
| 2011 |                      | Adventures of Serial Buddies | Кетлін    |                 |
| 2013 | Паранормальне кіно   | Paranormal Movie             | др. Луні  |                 |
| 2015 | Антураж              | Entourage                    | камео     |                 |

### Телебачення
| Рік       | Українська назва                  | Оригінальна назва                               | Роль                   | Примітки                                                   |
| --------- | --------------------------------- | ----------------------------------------------- | ---------------------- | ---------------------------------------------------------- |
| 2000      |                                   | Channel One News                                |                        | ведуча                                                     |
| 2002–2005 |                                   | Entertainment Tonight                           |                        | кореспондентка                                             |
| 2002      | Сабріна — юна відьма              | Sabrina, the Teenage Witch                      | репортерка #1          | серія: «Free Sabrina»                                      |
| 2003      | Без сліду                         | Without a Trace                                 | Кріс Сандерс           | серія: «Trip Box»                                          |
| 2003      | Підстава                          | Punk'd                                          | гість                  | 1 серія                                                    |
| 2004      |                                   | One on One                                      | Гленда                 | серія: «We'll Take Manhattan»                              |
| 2004–2005 | Школа виживання                   | One Tree Hill                                   | Емілі Чемберс          | 10 серій                                                   |
| 2005–2011 |                                   | Access Hollywood                                |                        | кореспондентка                                             |
| 2006      | Пісенний конкурс Євробачення 2006 | Eurovision Song Contest 2006                    |                        | співведуча                                                 |
| 2006      | Клініка                           | Scrubs                                          | Тамара                 | серія: «My Extra Mile»                                     |
| 2006      | Антураж                           | Entourage                                       | камео                  | серія: «Aquamom»                                           |
| 2007      | Битва хорів                       | Clash of the Choirs                             |                        | ведуча                                                     |
| 2009      | Лицар доріг                       | Knight Rider                                    | агентка Джессі Реннінг | серія: «Fly by Knight»                                     |
| 2009–2011 | Жадібні екстремали                | The Challenge                                   |                        | ведуча                                                     |
| 2009–2012 | Реальний світ                     | The Real World                                  |                        | ведуча                                                     |
| 2009      |                                   | WWE Raw                                         |                        | ведуча                                                     |
| 2010      | Антураж                           | Entourage                                       | камео                  | серія: «Buzzed»                                            |
| 2011–2014 |                                   | Extra                                           |                        | ведуча                                                     |
| 2011      |                                   | Funny or Die Presents                           | гостя шоу              | «Paco Dances»                                              |
| 2012      | Вулиця Сезам                      | Sesame Street                                   | камео                  | серія: «The All of Our Senses Club»                        |
| 2012      | Танці з зірками (США)             | Dancing with the Stars                          |                        | учасниця                                                   |
| 2012      | Реслманія XXVIII                  | WrestleMania XXVIII                             |                        | боролася разом з Келлі Келлі проти Бет Фінікс та Ів Торрес |
| 2012      | Луї                               | Louie                                           |                        | серія: «Late Show: Part 2&3»                               |
| 2012–2013 |                                   | The High Fructose Adventures of Annoying Orange |                        | гостя                                                      |
| 2013      | Пекельна кухня (США)              | Hell's Kitchen                                  |                        | серія: «7 Chefs Compete Part 2»                            |
| 2013      | Проект Мінді                      | The Mindy Project                               | себе                   | 2 серії                                                    |
| 2013      | Шоу Еріка Андре                   | The Eric Andre Show                             |                        | гість                                                      |
| 2013–2014 | Нешвілл                           | Nashville                                       | себе                   | 2 серії                                                    |
| з 2013    |                                   | Live from E!                                    |                        | ведуча                                                     |
| 2014      |                                   | Chasing Maria Menounos                          | себе                   | головна роль                                               |
| 2014–2015 |                                   | Bar Rescue                                      | себе                   | 3 серії                                                    |
| 2014      |                                   | Ridiculousness                                  |                        | ведуча                                                     |
| 2014      |                                   | Untold                                          |                        | ведуча                                                     |
| 2014      |                                   | Botched                                         |                        | ведуча                                                     |
| 2015      |                                   | The Celebrity Apprentice 7                      |                        | гість                                                      |
| 2015      | Реслманія 31                      | WrestleMania 31                                 |                        | інтерв'ю за кулісами                                       |
| 2015      |                                   | Total Divas                                     | себе                   | 1 серія                                                    |
| 2015–2017 |                                   | E! News                                         |                        |                                                            |
| 2016      | Війна капкейків                   | Cupcake Wars                                    |                        | учасниця                                                   |
| 2016      |                                   | Swerved                                         |                        | гість                                                      |
| 2016      |                                   | Have You Been Paying Attention?                 |                        | гість                                                      |
| 2017      |                                   | Total Bellas                                    | себе                   | серія: «Bella-Mania»                                       |
| 2018      | Королівська битва (2018)          | Royal Rumble                                    |                        | ведуча                                                     |